# Masterplan (Album)
Masterplan ist das Debütalbum der Schweizer Sängerin Stefanie Heinzmann aus dem Jahr 2008.
Als Singles wurden My Man Is a Mean Man, Like a Bullet und Revolution ausgekoppelt. Das Album beinhaltet eine Coverversion von Only So Much Oil in the Ground von Tower of Power und das mit ihrem Bruder Claudio Heinzmann geschriebenes Stück XTAL. Das Album wurde 2008 in den Numarek Studios in Berlin aufgenommen. In der Schweiz erreichte es Gold und Platin sowie Platinstatus in Deutschland.

## Musikalische Einordnung
Das Album wird in die Genres Pop, Soul, Jazz und Funk eingeordnet. Only So Much Oil in the Ground stammt von der Band Tower of Power, die selber in die Genres Funk und Soul eingeordnet werden. Die restliche Musik erinnert streckenweise an Jamiroquai, wie z. B. das Lied If I Don’t Love You Now.
Heinzmann befürchtete zunächst, sie müsse Musik machen, die ihr von den Produzenten vorgeschrieben wird. Jedoch konnte sie schliesslich mitbestimmen, welche Songs für das Album ausgesucht wurden und jedem Lied eine persönliche Note verleihen. Sie hält If I Don’t Love You Now für den gelungensten Song des Albums. Als den am schwierigsten einzuspielenden Song empfand sie Best Thing You Ever Did.

## Inhalt
Die meisten Lieder des Albums haben mit der Beschreibung problematischer Liebesbeziehungen zu tun. Bei My Man Is a Mean Man geht es um einen problematischen Freund, und bei Like a Bullet besingt die Sängerin sich selber als eher schwer zu erobernde Person. Bei If I Don’t Love You Now geht es um die emotionale Spannung während einer Trennungszeit zu einem Geliebten. Fünf Lieder behandeln die Auflösung von Liebesbeziehungen. Es sind dies Can’t Get You Out of My System, I Betcha She Doesn’t Feel It, Don’t Call This Love, Best Thing You Ever Did und Painfully Easy. Auf dem Album kommen aber auch Lieder vor, die persönliche Freiheit, Veränderungswillen und den Willen, das Leben selbst in die Hand zu nehmen, thematisieren. Es sind dies Masterplan, Revolution, Free Love, Do Your Thing und das eher melancholische XTAL. Der Coversong Only So Much Oil in the Ground ist ein politisches Lied aus den 1970er Jahren der Bewusstwerdung um die Verknappung nicht nachwachsender Ressourcen.
- Masterplan – Der Opener ist ein Up-Tempo-Song. Textlich geht es darum, dass jemand sein eigenes Ding in seinem Leben durchzieht.[3] Das Lied ist im Soul-Stil der 1960er Jahre komponiert worden und hat als dominante Instrumente Perkussion und Schlagzeug, sowie Stabspiele und Blasinstrumente. Mit den Hintergrundssängerinnen entsteht ein Lied mit Live-Charakter.[2]

- My Man Is a Mean Man ist die erste ausgekoppelte Single des Albums. Der Titel bedeutet übersetzt «Mein Mann ist ein fieser Mann». Die Protagonistin besingt ihren Lebenspartner als einen Mann, der sehr unabhängig das macht, was er will. Er kommt und geht, wann er will, ohne ihr etwas zu sagen. Er geht abends alleine weg, um zu trinken, und kommt erst sehr früh morgens wieder nach Hause. Obwohl sie praktisch nur eine Telefonbeziehung pflegen, liebt sie ihren Mann trotz alledem und verteidigt ihn auch gegenüber anderen Stimmen, wie z. B. der ihrer Mutter.[6] Dies ist ein melodischer, soulbeeinflusster Pop-Song mit einem Background-Chor. Er wurde vom Produzententeam «TEN production» geschrieben.[2]

- Like a Bullet ist die zweite Singleauskopplung. Die Einflüsse des Lieds stammen aus den 1970ern.[3] Musikalisch gehört dieser Song zum Soul-Jazz und hat Blues- und Funkelemente.[2]

- Can’t Get You Out of My System ist ein Lied, bei dem es um einen Ablösungsprozess von einem Freund geht. Der Mann hat die Protagonistin schlecht behandelt, und trotzdem kann sie sich nicht vollständig von ihm lösen.[6][3] Die tragende Komponente im groovigen Track ist das Zusammenspiel mit den Hintergrundsängerinnen Kim Sanders und Vanessa Mason.[2]

- I Betcha She Doesn’t Feel It – Das Lied handelt davon, dass die Protagonistin von ihrem Freund verlassen und durch eine jüngere ersetzt würde. Es ist ein Wehklagelied um Gründe, warum die Beziehung auf diese Weise scheitern musste.[6] Heinzmann entschied sich für dieses Lied, weil sie eine Freundin hat, die etwas Ähnliches erlebt hat.[3] Ist ein Song mit einem tragenden Groove und den meisten Jazz-Anteilen des gesamten Albums.[2]

- Only so Much Oil in the Ground ist eine Coverversion des Songs der San Franciscoer Bay-Area-Band Tower of Power auf dem Album Urban Renewal, das 1974 bei Warner Brothers erschienen war.[7] Das Lied ist eine musikalische Verarbeitung der Veröffentlichung Die Grenzen des Wachstums im Jahr 1972 des Club of Romes, welcher damit unter anderem auf die Grenzen der Erdölförderung hinwies und damit eine Debatte um die Problematik des uneingeschränkten Konsums nicht erneuerbarer Rohstoffe eröffnete. Dieses Lied sang Stefanie Heinzmann bereits während des Wettbewerbs SSDSDSSWEMUGABRTLAD.

- Don’t Call This Love ist eine Ballade im Motown-Stil. Textlich ist er sehr ähnlich wie I Betcha She Doesn't Feel it.[3] Der Song wirkt schwermütig und intensiv und hat rockige Elemente.[2]

- Revolution ist ein fröhlicher und schwungvoller Up-Tempo-Song. Textlich beschreibt er eine Utopie von einer besseren Welt und einer besseren Gesellschaft.[6][3] Er hat einen mehrstimmigen Refrain und erinnert an Natasha Bedingfield.[2]

- Free Love – Musikalisch ist es ein sehr rockiges Lied mit E-Gitarre und Schlagzeug, aber auch Blasinstrumenten wie Pauken und Trompeten.[2] Es beschreibt die Freiheit, tun und lassen zu können, was man will und den lieben zu können, den man will, ohne dass dies mit Sexualität in Verbindung gebracht werden muss.

- If I Don’t Love You Now ist ein Mid-Tempo-Disco-Song mit Jamiroquai-Einflüssen.[3] Textlich ist er ein Liebeslied mit der Aussage, dass die Protagonistin vor Spannung stirbt, wenn sie den Begehrten nicht sofort lieben darf. Es ist musikalisch einfach strukturiert und hat einen harmonischen Refrain.[2]

- Painfully Easy ist eine schwermütige Ballade und das zweite Lied im Motown-Stil.[3][2]

- Best Thing You Ever Did – Handelt ebenfalls von einer Trennung. Die Aussage des Liedes bedeutet, dass das beste der Dinge, die ihr ehemaliger Freund ihr je angetan habe, das Verlassen gewesen sei.[6]

- Do Your Thing – In diesem Lied geht es darum, sein eigenes Leben zu gestalten so, wie man es möchte, und sich nicht beirren zu lassen. Jeder solle seine Sache so gut machen, wie er kann.[6][3]

- XTAL – In dem persönlich wirkenden, melancholischen Stück, das sie gemeinsam mit ihrem Bruder geschrieben hat, beschreibt sie die kleinen Dinge im Leben, die Spass machen, aber häufig viel zu selten gemacht werden.[8] Sie werden als Momente beschrieben, die einem durch die Finger gleiten.[6] In erster Linie handelt er von Glücksmomenten aus der Kindheit, und man stellt mit dem Älterwerden fest, dass sie verlorengegangen sind.

## Titelliste
1. Masterplan – 3:21 (Hannah Robinson, James Manners, Silje Haugum Nymoen, Steve Lee)
2. My Man Is a Mean Man – 3:32 (Markus Sepehrmanesh, Tommy Tysper, Pauline Olofsson)
3. Like a Bullet – 2:27 (Henrik Korpi, Jens Bergmark, Niara Scarlett, Mattias Franzen)
4. Can’t Get You Out of My System – 3:15
5. I Betcha She Doesn’t Feel It – 2:58 (Blair Mackichan)
6. Don’t Call This Love – 2:59 (Carl Falk, Chris Braide, Bryn Christopher)
7. Revolution – 2:44 (Joby Baker, Alexandra Malliot, Amanda Malliot)
8. Free Love – 3:05 (Negin, Jay Jay, Goldie)
9. If I Don’t Love You Now – 3:07 (Will Simms, Stuart Pridel)
10. Painfully Easy – 4:38 (Andreas Jensen, Julia Coles)
11. Best Thing You Ever Did – 3:25 (Diane Warren)
12. Only So Much Oil in the Ground – 3:28 (Stephen Kupka, Emilio Castillo)
13. Do Your Thing – 2:28 (D. Krippaehne)
14. XTal – 3:14 (Claudio Heinzmann, Stefanie Heinzmann) [Bonustrack, bei der ltd. Pur Edition nicht vorhanden]

Die Neuauflage des Albums gibt es in drei Versionen (Ltd. Pur Edition / normale Edition / Ltd. Deluxe Edition) mit jeweils leicht veränderter Reihenfolge der Titel. Bei der Ltd. Pur Edition wurde The Unforgiven als 15. Track angehängt und bei der normalen Edition an der ersten Stelle vor Masterplan eingefügt. Die Ltd Deluxe Edition hat folgende Reihenfolge:
1. Masterplan – 3:21 (Hannah Robinson, James Manners, Silje Haugum Nymoen, Steve Lee)
2. My Man Is a Mean Man – 3:32 (Markus Sepehrmanesh, Tommy Tysper, Pauline Olofsson)
3. Like a Bullet – 2:27 (Henrik Korpi, Jens Bergmark, Niara Scarlett, Mattias Franzen)
4. Can’t Get You Out of My System – 3:15
5. I Betcha She Doesn’t Feel It – 2:58 (Blair Mackichan)
6. Don’t Call This Love – 2:59 (Carl Falk, Chris Braide, Bryn Christopher)
7. Revolution – 2:44 (Joby Baker, Alexandra Malliot, Amanda Malliot)
8. Free Love – 3:05 (Negin, Jay Jay, Goldie)
9. If I Don’t Love You Now – 3:07 (Will Simms, Stuart Pridel)
10. Painfully Easy – 4:38 (Andreas Jensen, Julia Coles)
11. Best Thing You Ever Did – 3:25 (Diane Warren)
12. Only So Much Oil in the Ground – 3:28 (Stephen Kupka, Emilio Castillo)
13. Do Your Thing – 2:28 (D. Krippaehne)
14. XTal – 3:14 (Claudio Heinzmann, Stefanie Heinzmann)
15. The Unforgiven – 3:32 (Kirk Hammett, Lars Ulrich, James Hetfield)
16. Superstition – 3:28 (Stevie Wonder)
17. I Wrote the Book – 3:31 (Steve Lee, Tim Laws)
18. Only So Much Oil in the Ground (Live with Tower of Power) – 5:34 (Stephe Kupka, Emilio Castillo)
19. Like a Bullet (Unplugged Remix) – 2:28 (Henrik Korpi, Jens Bergmark, Niara Scarlett, Mattias Franzen)

## Illustration
Das Cover zeigt eine Fotografie Heinzmanns, die vom Fotografen Michael Zargarinejad aufgenommen wurde. Sie sitzt auf einem Stuhl, hat schwarzlackierte Fingernägel, und trägt ein Lederarmband und einen Ring. Die roten Adidas-Schuhe waren ihr Markenzeichen während SSDSDSSWEMUGABRTLAD. Das Artwork des Albums stammt von der Musikdesignfirma Reinsberg aus Berlin.

## Editionen
Im November wurde die Ltd. Deluxe Edt. veröffentlicht. Sie enthält fünf Bonustracks sowie eine DVD mit der ca. 58 Minuten langen Dokumentation Masterplan – The Movie, die den Verlauf von Heinzmanns bisheriger Karriere zeigt, eine Bildergalerie sowie den Videoclips zu den Singles.

## Singleauskopplungen
Als erste Single wurde im Rahmen der Castingshow eine Single aller Finalisten von SSDSDSSWEMUGABRTLAD präsentiert, auf der sich ihr erster Song, der von Markus Sepehrmanesh, Tommy Tysper, Pauline Olofsson geschrieben wurde, My Man Is a Mean Man. Er war bereits im Verlauf der Castingshow entstanden und wurde später nochmal separat ausgekoppelt. Er kam in der Schweiz in der Hitparade auf den 1. Platz.
Der Song war die 11.-erfolgreichste Single des Jahres 2008 in Deutschland und wurde für einen Verkauf von 150.000 Platten mit Gold ausgezeichnet.
Danach folgte als zweite Singleauskopplung Like a Bullet. Diese Single beinhaltete zwei bisher unveröffentlichte Bonustracks, Superstition und I Wrote the Book. Ausserdem beinhaltet diese Single die Instrumentalversion des Songs und eine Videodokumentation über das Album Masterplan. Der Song wurde später zusammen mit dem Song Masterplan von der kanadischen Sängerin Eva Avila für ihr zweites Album gecovert.
Die dritte Auskopplung war der Song Revolution. Die Single erschien am 1. August 2008 und ist lediglich als 2-Track Edition ohne Bonustrack erhältlich. Nach einem eher enttäuschenden Verlauf in den deutschen Charts erschien im Oktober 2008 im Zuge des Projekts „German Tribute to Metallica“ mit The Unforgiven ein Cover des gleichnamigen Liedes der Band Metallica.

## Rezeption

### Kritik
Das Album wurde sehr unterschiedlich aufgenommen. Für die E-Zine laut.de ist die Platte eher langweilig und gewöhnlich. Der einzige Song, der halbwegs überzeugen könne, sei XTAL. Der Grund für diese schlechte Kritik ist für laut.de nicht das Können der Sängerin, sondern es seien die Produzenten verantwortlich: «Ansonsten kein Ausbruch, keine Rebellion gegen die vom schwedischen Produzenten-Duo geschriebenen Instrumentals und Texte. Auch als Gewinnerin von SSDSDSSWEMUGABRTLAD ist man also nicht vor Mainstreampop und Langeweile sicher.»
Für Sascha Baur auf musicbeat.de ist „In der Tat (…) das Debütalbum der jungen Schweizerin als sehr gelungen zu bezeichnen und schlägt musikalisch ein wie eine Bombe.“

### Chartplatzierungen
| ChartsChartplatzierungen | Höchstplatzierung | Wochen |
| ------------------------ | ----------------- | ------ |
| Deutschland (GfK)        | 3 (54 Wo.)        | 54     |
| Österreich (Ö3)          | 5 (15 Wo.)        | 15     |
| Schweiz (IFPI)           | 1 (46 Wo.)        | 46     |

| ChartsJahrescharts (2008) | Platzierung |
| ------------------------- | ----------- |
| Deutschland (GfK)         | 27          |
| Schweiz (IFPI)            | 17          |

### Auszeichnungen für Musikverkäufe
| Land/Region        | Auszeichnungen für Musikverkäufe (Land/Region, Auszeichnung, Verkäufe) | Verkäufe |
| ------------------ | ---------------------------------------------------------------------- | -------- |
| Deutschland (BVMI) | Platin                                                                 | 200.000  |
| Schweiz (IFPI)     | Platin                                                                 | 30.000   |
| Insgesamt          | 2× Platin ·                                                            | 230.000  |